# Le Charme de Maud
Pour plus de détails, voir Fiche technique et Distribution.
Le Charme de Maud (ou Les Charmes de Maud) est un film français réalisé par René Hervil et sorti en 1912.

## Fiche technique
- Réalisation : René Hervil
- Production : Société générale des cinématographes Éclipse
- Pays de production :  France
- Format : Film muet - Noir et blanc
- Genre : Court métrage (320 m)
- Année de sortie en France : 1912

## Distribution
- Aimée Campton : Maud[1]
- Gabriel de Gravone